# Leptotyphlops distanti
Leptotyphlops distanti är en kräldjursart som beskrevs av  George Albert Boulenger 1892. Leptotyphlops distanti ingår i släktet Leptotyphlops och familjen Leptotyphlopidae. Inga underarter finns listade i Catalogue of Life.